# Edward Borysewicz
Edward „Eddie“ Borysewicz (* 18. März 1939; † 16. November 2020 in Drezdenko) war ein polnischer Radrennfahrer und US-amerikanischer Trainer im Radsport.

## Sportliche Laufbahn
Borysewicz war im Straßenradsport aktiv. Größere Bekanntheit erlangte er später als Radsporttrainer in den Vereinigten Staaten. 1958 begann er im Verein Społem Łódź mit dem Radsport. 1962 und 1964 gewann er die nationale Meisterschaft im Mannschaftszeitfahren. Die Polen-Rundfahrt bestritt er dreimal, konnte sich aber nicht auf vorderen Rängen platzieren.

## Trainer
Borysewicz studierte in Warschau Sport und erlangte das Trainerdiplom. Ab 1968 arbeitete er als Trainer, zunächst in polnischen Vereinen. Als Assistent des polnischen Nationaltrainers nahm er 1976 an den Olympischen Spielen in Montreal teil. Anschließend ging er in die USA und wurde 1977 Trainer im US-amerikanischen Verband. 1978 wurde er dort Nationaltrainer. Er trainierte unter anderem Greg LeMond. Das US-Team gewann unter seiner Leitung neun Medaillen bei den Olympischen Sommerspielen 1984 in Los Angeles. Borysewicz wurde mit Vorwürfen konfrontiert, seine Fahrer hätten Blutdoping benutzt.
Borysewicz trat 1987 als Trainer der amerikanischen Nationalmannschaft zurück. 1988 gründete er ein eigenes Amateurteam. Aus diesem ging nach mehreren Sponsorenwechseln das Radsportteam US Postal Service, später Discovery Channel Pro Cycling Team mit Lance Armstrong hervor. 1997 gab er die Leitung des Teams ab. 2008 trainierte er das polnische Team für die Olympischen Sommerspiele in Peking. 2016 trat er von allen Funktionen im Radsport zurück. Er lebte in dieser Zeit abwechselnd in Kalifornien und in Polen.
1996 wurde er in die United States Bicycling Hall of Fame aufgenommen.